# Eupithecia occidens
Eupithecia occidens là một loài bướm đêm trong họ Geometridae.